# Oreogeton testaceus
Oreogeton testaceus är en tvåvingeart som beskrevs av Philippi 1865. Oreogeton testaceus ingår i släktet Oreogeton och familjen Oreogetonidae. Inga underarter finns listade i Catalogue of Life.